# Gioventù Comunista Portoghese
La Gioventù Comunista Portoghese (in portoghese: Juventude Comunista Portuguesa) è l'organizzazione giovanile del Partito Comunista Portoghese, fondata nel 1979.
È affiliata alla Federazione Mondiale della Gioventù Democratica e partecipa all'Incontro Europeo delle Gioventù Comuniste.

## Storia
La Gioventù Comunista Portoghese viene fondata il 10 novembre 1979 dalla fusione di due organizzazioni giovanili comuniste: l'Unione della Gioventù Comunista e l'Unione degli Studenti Comunisti.